# Shiho Kōhata
Shiho Kōhata (jap. 高畑 志帆, Kōhata Shiho; * 12. November 1989 in Hiroshima) ist eine japanische Fußballspielerin.

## Karriere

### Verein
Kōhata spielte in der Jugend für die Waseda-Universität. Sie begann ihre Karriere bei Urawa Reds. Sie trug 2014 zum Gewinn der Nihon Joshi Soccer League bei.

### Nationalmannschaft
Kōhata wurde 2014 in den Kader der japanischen Nationalmannschaft berufen und kam bei der Asienmeisterschaft der Frauen 2014 zum Einsatz. Obara absolvierte ihr erstes Länderspiel für die japanischen Nationalmannschaft am 18. Mai gegen Jordanien. Insgesamt bestritt sie zwei Länderspiele für Japan.

## Errungene Titel

### Mit der Nationalmannschaft
- Asienmeisterschaft: 2014

### Mit Vereinen
- Nihon Joshi Soccer League: 2014

### Persönliche Auszeichnungen
- Nihon Joshi Soccer League Best XI: 2014